# فرعتا
فرعتا قرية فلسطينية تقع في محافظة قلقيلية غرب الضفة الغربية، وتبعد حوالي 16 كيلومترًا جنوب غرب مدينة نابلس. في عام 2012، تم دمجها مع مجلس قرية إماتين، حيث تشترك القريتان في موقع استراتيجي على بُعد 19 كيلومترًا غرب قلقيلية، محاطتين بعدد من القرى الأخرى مثل تل، دير إستيا، جينصافوط، الفندق، حجة، كفر قدوم، وفقًا للجهاز المركزي للإحصاء الفلسطيني، بلغ عدد سكان فرعتا 872 نسمة في عام 2017. وقد شهدت القرية تطورًا سكانيًا عبر العصور، حيث كان عدد سكانها 36 نسمة في تعداد عام 1922، وارتفع إلى 47 نسمة في عام 1931، ليصل إلى 70 نسمة عام 1945.

## تاريخ القرية
تعود جذور فرعتا إلى فترات زمنية قديمة، حيث عُثر فيها على قطع فخارية تعود إلى العصر البيزنطي. وقد ورد ذكرها في السجلات السامرية منذ القرن الثاني عشر تحت اسم "عفرة"، بينما سُميت باسمها الحالي منذ القرن الرابع عشر. و خلال الحكم العثماني أصبحت فرعتا جزءًا من الإمبراطورية العثمانية عام 1517، وسُجلت في السجلات الضريبية العثمانية لعام 1596، حيث كانت تابعة لناحية جبل القبل في لواء نابلس. آنذاك، كان يسكنها 12 أسرة و6 عزاب، جميعهم مسلمون. وكانت الضرائب المفروضة على سكانها تشمل القمح، الشعير، المحاصيل الصيفية، الزيتون، الماعز، وخلايا النحل، إلى جانب ضريبة ثابتة على معصرة زيت الزيتون أو شراب العنب.
ام في ظل الانتداب البريطاني  استمرت فرعتا في التطور  التدريجي، حيث بلغ عدد سكانها 36 مسلمًا عام 1922، و47 مسلمًا في عام 1931 ضمن 11 منزلًا. وفي عام 1945، ارتفع عدد سكانها إلى 70 نسمة، بينما بلغت مساحة أراضيها 1664 دونمًا، استُخدم جزء منها للزراعة والباقي كمناطق عمرانية.
فرعتا بعد النكبة وحرب 1967 بعد نكبة عام 1948 واتفاقيات الهدنة عام 1949، أصبحت فرعتا تحت الحكم الأردني، لكنها سقطت تحت الاحتلال الإسرائيلي بعد حرب عام 1967، حيث تأثرت مثل باقي قرى الضفة الغربية. وكانت سابقًا تتبع محافظة نابلس حتى تم إعادة تقسيم المحافظة إلى عدة محافظات.